# Нір Баркат
Нір Баркат (івр. נִיר בַּרְקָת, нар. 19 жовтня 1959 року) — ізраїльський політик. Зараз він обіймає посаду міністра економіки та промисловості Ізраїлю. Баркат був мером Єрусалиму з 2008 по 2018 рік.

## Життєпис
З кінця грудня 2022 року обіймає посаду міністра економіки та промисловості Ізраїлю.